# Sydowiella
Sydowiella Petr. – rodzaj grzybów z rzędu Diaporthales.

## Systematyka
Pozycja w klasyfikacji według Index Fungorum
Sydowiellaceae, Diaporthales, Diaporthomycetidae, Sordariomycetes, Pezizomycotina, Ascomycota, Fungi.
Takson ten utworzył w 1923 r. Franz Petrak.
Gatunki występujące w Polsce:
- Sydowiella depressula (P. Karst.) M.E. Barr 1978
- Sydowiella fenestrans (Duby) Petr. 1923[3]

Nazwy naukowe według Index Fungorum. Wykaz gatunków według W. Mułenki i in.